# 雄石街道
雄石街道是是中华人民共和国江西省鹰潭市贵溪市下辖的一个街道办事处。

## 行政区划
雄石街道下辖以下地区：
北街社区、东街社区、南街社区、西街社区、仙桥社区和象山村。

## 交通
- 沪昆铁路、皖赣铁路：贵溪站